# Trochalus iridicolor
Trochalus iridicolor är en skalbaggsart som beskrevs av Hermann Julius Kolbe 1914. Trochalus iridicolor ingår i släktet Trochalus och familjen Melolonthidae. Inga underarter finns listade i Catalogue of Life.